# 絶世のインペリアルコレクション
絶世のインペリアルドールは、日本の女性アイドルグループ。
正規メンバーの若木萌、おたまボンバーと、サポートメンバーの美東澪、kanon、遊楽木節子、ユリコタイガーの6人からなるラウドロックアイドルグループ。
略称は絶ペリ。ファンの呼び方は絶ペリスト。前身グループは「M.Y.bnp」（マイビーエヌピー）。

## 来歴
2019年、若木萌、宇沙木ゆきの2名でユニット結成する為にクラウドファンディングを決行し、目標を達成。出資者らによって「M.Y.bnp」（マイビーエヌピー）と命名された。
しかし、新型コロナウイルスの大流行によりライブ活動が困難になり、楽曲やアーティスト写真を一新。
2022年3月21日、若木萌の生誕イベントで再始動する。
2022年7月、かねてより親交のあったおたまボンバー（ex.愛夢GL TOKYO）が加入。
2022年9月、抹茶らて利休（ex.15GERM）が加入。
2023年2月23日、3rdシングル「幻世」リリース。同時に撮影から編集まで完全自主製作のMUSIC VIDEOを公開。
2023年4月18日、宇沙木ゆき卒業公演で、サポートメンバーとして愛沢雪乃（ex.Aphrodite）、美東澪、柿崎李咲（ex.MANACLE）の加入を発表。
2023年5月12日、愛沢雪乃がサポートを辞退。
2023年9月8日、目黒鹿鳴館にて初のワンマンライブ公演を成功させる。
2023年10月28日、柿崎李咲が卒業し、新たにNui/ヌニキ（ex.innes）が新たにサポートメンバーとして参加することになった。
2024年3月23日、ゆらぴこ、kanon、夕月未終が6月までの期間限定サポートメンバーとして加入。
2024年4月1日、グループ名を絶世のインペリアルドールに改名。
2024年8月6日、御影コトラのサポートメンバー入りを発表。
2024年9月2日、遊楽木節子のサポートメンバー入りを発表。
2024年9月19日、抹茶らて利休が卒業。ユリコタイガーがサポートメンバーとして加入。

## メンバー
| 名前                        | 担当カラー         | 絶世ポイント       | 誕生日   | 血液型 | 備考                             |
| --------------------------- | ------------------ | ------------------ | -------- | ------ | -------------------------------- |
| 若木 萌 Wakaki Moe          | にゃんにゃんピンク | 顔面               | 3月19日  | ♡      | 正規メンバー(ex.innes)           |
| おたまボンバー Otama Bomber | 青                 | 小文字のiカップ    | 11月26日 | A      | 正規メンバー(ex.愛夢GL TOKYO)    |
| 美東 澪 Mitou Mio           | 白                 | エヴァボディ       | 7月26日  | B      | サポートメンバー                 |
| kanon                       | グレー             | クリーンボイス     | 9月28日  | B      | サポートメンバー 爆音少女症候群Ø |
| ユリコタイガー YURIKO TIGER | Rosso              | ダイナマイトボディ | 7月5日   | A      | サポートメンバー                 |
| 遊楽木 節子 Yuragi setsuko  | オレンジ           | パリピピアス       | 2月1日   | O      | サポートメンバー                 |

### 旧メンバー
| 名前                           | 担当カラー       | 絶世ポイント         | 誕生日   | 備考                                                                                          |
| ------------------------------ | ---------------- | -------------------- | -------- | --------------------------------------------------------------------------------------------- |
| 宇沙木 ゆき Usaki Yuki         | シルバー         | 腹筋                 | 1月17日  | オリジナルメンバー (ex.Snow☆Dream)                                                            |
| 愛沢 雪乃 Aizawa Yukino        | 水色             | 親指                 | 1月6日   | (ex.Aphrodite) サポートメンバー                                                               |
| 柿崎 李咲 Kakizaki Risaki      | 黄金             | 目                   | 10月25日 | (ex.MANACLE) サポートメンバー                                                                 |
| Nui/ヌニキ                     | 緑               | 美少女を生み出す右手 |          | サポートメンバー                                                                              |
| ゆらぴこ Yurapico              | 黄色             | 熱い魂               | 1月27日  | 期間限定サポートメンバー 劇場版ゴキゲン帝国-諸行無常-                                         |
| 夕月 未終 Yuduki Mio           | 丹色（オレンジ） | 前頭葉               | 9月23日  | 期間限定サポートメンバー 平成墓嵐                                                             |
| 御影コトラ Mikage Kotora       | 水色             | 顎                   | 4月29日  | サポートメンバー                                                                              |
| 抹茶らて利休 Macha Latte Rikyu | 赤               | 104cm巨尻            | 1月30日  | 2024年9月19日卒業 (ex.15GERM Ace) 0MAETACH1・C.I.R.C.U.S.と兼任 IQ99プロデューサー カメラマン |

## 来歴

### 2019年
- 4月9日　若木萌×鈴木ゆきの二人が作る音楽ユニット始動キャンペーンを発表。
- 8月25日　ユニット名 M.Ybnp（マイビーエヌピー） を発表、鈴木ゆきは宇沙木ゆきに改名。
- 12月28日　始動イベント「black noir profile」開催。

### 2020年
- 12月28日　無観客配信ライブ。

### 2021年
- 3月19日　新宿club SCIENCEにて、M.Y.bnp presents「若木萌 生誕祭2021」開催。

### 2022年
- 3月21日　下北沢Flowers LOFTにて、「若木萌生誕祭2022〜天下一萌猫武道会」開催。(出演者：DJふろいこっか、もえにゃんの⭐️プリンスさまっ♪、#つづみお、M.Y.bnp、エレクトリックリボン、innes)
- 5月21日　「祈望」の MV公開。
- 6月9日　渋谷DESEO miniにて、M.Y.bnp主催「1st single 祈望 release party」開催。1stシングル「祈望」をリリース。
- 7月18日　西永福JAMにて開催の「紺屋本綴生誕祭2022」で、おたまボンバーお披露目。
- 9月3日　新ユニット名「絶世のインペリアルコレクション」発表、アー写公開。
- 9月10日　渋谷DESEOにて、絶世のインペリアルコレクション主催「絶世」を開催。抹茶らて利休お披露目。
- 10月31日　絶世のインペリアルコレクション初オフ会「絶世のハロウィンパーティー」開催。
- 11月20日　渋谷La.mamaにて、おたまボンバー×なんちゃらアイドル共同主催「おたまボンバー生誕祭【絶世のたまご】」開催。
- 12月24日　新宿ANTIKNOCKにて、「【絶世のインペリアルコレクション 3rd Anniversary】」開催。2ndシングル「彩掛」をリリース。

### 2023年
- 2月23日　3rdシングル「幻世」リリース。
- 3月2日　「南波一海のアイドル三十六房」公開収録。
- 3月10日　宇沙木ゆき卒業のお知らせ、4/18から
- 3月11日　抹茶らて利休&篠突宇宙アイドルデビュー5周年「カブトムシ」開催。[2]
- 3月17日　目黒鹿鳴館にて、「超絶可愛い世界のもえにゃん〜17歳の生誕祭」開催。
- 4月14日　チバテレビで放送の音楽番組「チアアップ★インディーズ」にて、幻世のMVがオンエア。
- 4月18日　新宿HEISTにて、宇沙木ゆき卒業公演「幻世」開催。愛沢雪乃がサポートメンバーとして参加。新アー写解禁、今後のサポートメンバーとして愛沢雪乃、柿崎李咲、美東澪 を発表。
- 5月4日　稲毛海浜公園野外音楽堂で初の野外フェス「Chiba Imperial Festival」開催。(出演者:カリスマ育成計画、平成墓嵐、メリリーバババンビ、IQ99、なの小夕子、え～とす、かおすとりお、すごいバンド名にしたかった。)
- 5月12日　サポートメンバーの愛沢雪乃がサポート辞退。[3]
- 5月27日　カラオケJOYSOUNDで「祈望」、「壇華」、「彩掛」、「彩掛」の4曲が配信開始。
- 6月3日　新宿HEISTにて、「絶世コレクションvol.1〜青髪」を開催。(出演者:絶世のインペリアルコレクション、鏡界性_ぴゅろてぃずむ、VanitY BunnY、平成墓嵐)
- 7月17日　新宿ANTIKNOCKにて、「絶世コレクションvol.2〜人ニ非ザルモノ」を開催。(出演者:絶世のインペリアルコレクション、百鬼乙女、十四代目トイレの花子さん、リリックホリック歌劇団)
- 9月8日　目黒鹿鳴館にて、1stワンマンライブ「示神」開催。同公演にて翌2024年1月3日の2ndワンマンライブ開催を発表。
- 10月27日　Nui/ヌニキのサポート加入を発表。
- 10月28日　新宿ANTIKNOCKにて、柿崎李咲 生誕&卒業公演「青天の霹靂」開催。(出演者:絶世のインペリアルコレクション、MANACLE、ネムレス、THE DEVIL'S KILLING MERRY-GO-ROUND)
- 10月31日　初の全国流通フルアルバム発売決定を発表。
- 11月1日　「哦証」の先行配信スタート。

### 2024年
- 1月3日　下北沢シャングリラにて、2ndワンマンライブ「美樂」開催。
- 2月14日　1stフルアルバム「絶世美樂」発売。
- 3月22日　6月2日までの期間限定でゆらぴこ、夕月未終、kanonの3名がサポートメンバーとして加入することを発表。
- 4月1日　グループ名を絶世のインペリアルドールに改名。
- 7月21日　新宿ANTIKNOCKにて、絶世コレクション vol.3「爆音コレクション」を開催。(出演者:リリックホリック歌劇団、Treble、ディアブルボア、絶世のインペリアルドール)
- 8月4日 稲毛海浜公園野外音楽堂にて、「CIF（千葉インペリアルフェス）2024」を開催。(出演者:○○もんすたぁ～、ちんたく、IQ99、LUNCHKIDS、平成墓嵐、ゆらぴこ、ブルベア、絶世のインペリアルドール)
- 9月2日、新宿SAMURAIにて、「色んな人のサポート見たいんじゃ！」を開催。(出演者:愛妹みい、戌真寝留、ゆりつん、主謀者翔馬、八谷苑じゅりあ、うてな(ネムレス))
- 9月19日、渋谷CLUB QUATTROにて3rdワンマンライブ・抹茶らて利休 卒業公演「絢乱」開催。(出演者:9dayzgitchclubintokyo、始発待ちアンダーグランド)

## ディスコグラフィ

### 楽曲一覧
| No | 曲名 | 読み       | 初披露日       | 補足 |
| -- | ---- | ---------- | -------------- | --- |
| 1  | 祈望 | きぼう     | 2019年12月28日 | 2020年1月1日サブスク2023年5月27日カラオケJOYSOUND配信開始 |
| 2  | 壇華 | だんか     |                | 2023年5月27日カラオケJOYSOUND配信開始 |
| 3  | 彩掛 | いろかけ   |                | 2023年1月1日サブスク 2023年5月27日カラオケJOYSOUND配信開始 |
| 4  | 遵列 | じゅんれつ | 2022年10月10日 | 2022年12月19日新Verをお披露目 元おはよう！もきゅれーしょん宇月さん振付 MVは平日の真昼間、二日前の告知ながら絵コンテ・文字コンテ一切なし、役者が何人になるか、どんな人が来るかも不明、来た人にその場のインスピレーションで役を与え、造り上げた。 2023年5月27日カラオケJOYSOUND配信開始 |
| 5  | 幻世 | げんせ     | 2022年11月15日 | |
| 6  | 悠零 | ゆうれい   | 2023年1月24日  | |
| 7  | 哦証 | がしょう   | 2023年2月23日  | |
| 8  | 白罪 | しらつみ   | 2023年6月12日  | 2023年11月1日サブスク |
| 9  | 朱楽 | しゅらく   | 2023年7月7日   | 2023年11月1日サブスク |
| 10 | 玄病 | くやらみ   | 2023年8月11日  | 2023年11月1日サブスク |
| 11 | 蒼響 | そうきょう | 2023年9月8日   | 2023年11月1日サブスク |
| 12 | 黄麟 | きりん     | 2023年9月8日   | |
| 13 | 生樂 | せいがく   | 2023年12月2日  | |
| 14 | 密酔 | みつよい   | 2024年1月3日   | |

### DVD
| 発売日        | タイトル                                              | 収録内容 | 補足                 |
| ------------- | ----------------------------------------------------- | --- | -------------------- |
| 2023年10月8日 | 「示神」2023.9.8 1st ONEMAN LIVE at MEGURO ROCKMAYKAN | SETLIST 1. 祈望 2. 遵烈 3. 悠零 4. 哦証 5. 幻世 6. 彩掛 7. 壇華 SPECIAL CONTENTS - もえにゃん「きぼう」 - おたまボンバー「朗読」 - 美東澪「幻世」 - 抹茶らて利休「叩き売り」 - 柿崎李咲「希望」 8. 白罪 9. 朱楽 10. 玄病 11. 蒼響 12. 黄麟 13. 祈望 | ダウンロード版も発売 |

### CD-R
| 発売日       | タイトル             | 収録曲                        | 備考                  |
| ------------ | -------------------- | ----------------------------- | --------------------- |
| 2023年9月8日 | きぼう               | もえにゃん「きぼう」          | 1stワンマン開場で発売 |
| 2024年1月3日 | 会場限定音源「密酔」 | 1. 密酔 2. 密酔-instrumental- | 2ndワンマン開場で発売 |

## タイアップ
| 曲名 | タイアップ                                                                                  |
| ---- | ------------------------------------------------------------------------------------------- |
| 彩掛 | 市川うららFM「プロジェクト・リーフェリア 虹の架け橋」2023年7月度 第一週目エンディングテーマ |

## 出演

### テレビ
- チアアップ★インディーズ（2023年4月13日、チバテレビ）※番組内にて「幻世」MUSIC VIDEOオンエア

### ラジオ
- ウィンディーズマニア！シャバダバ！このみさんに聴いてもらいたいマニアたち（2023年5月9日、市川うららFM）
- 遠藤Nozomiの「HAPPY HOUR☆FRIDAY」（2024年5月17日、渋谷クロスFM）

### WEB番組
- 南波一海のアイドル三十六房（2023年3月2日、タワレコTV）